# اران

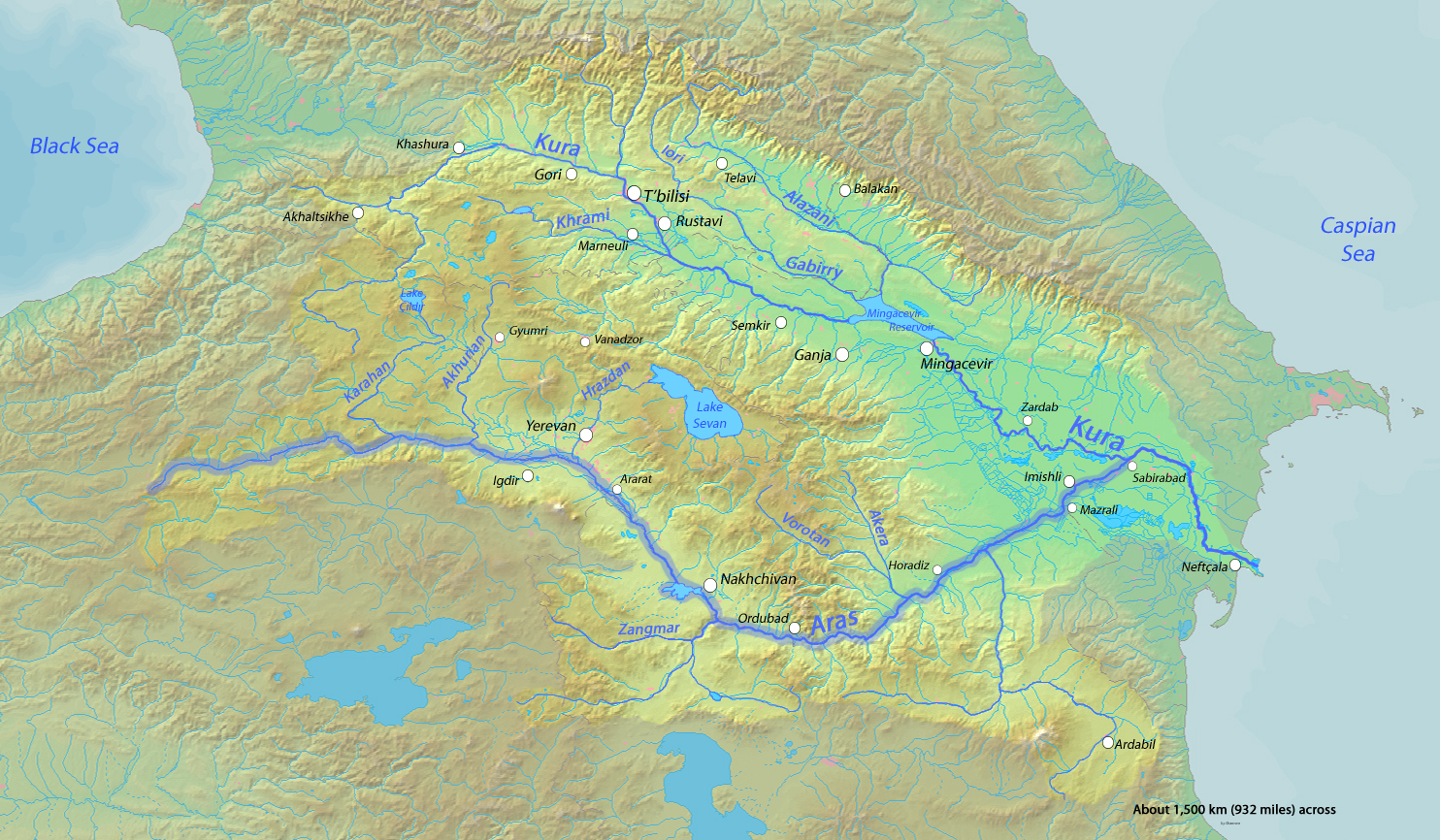
نقشه سرزمین اران و رودهای کُر و ارس

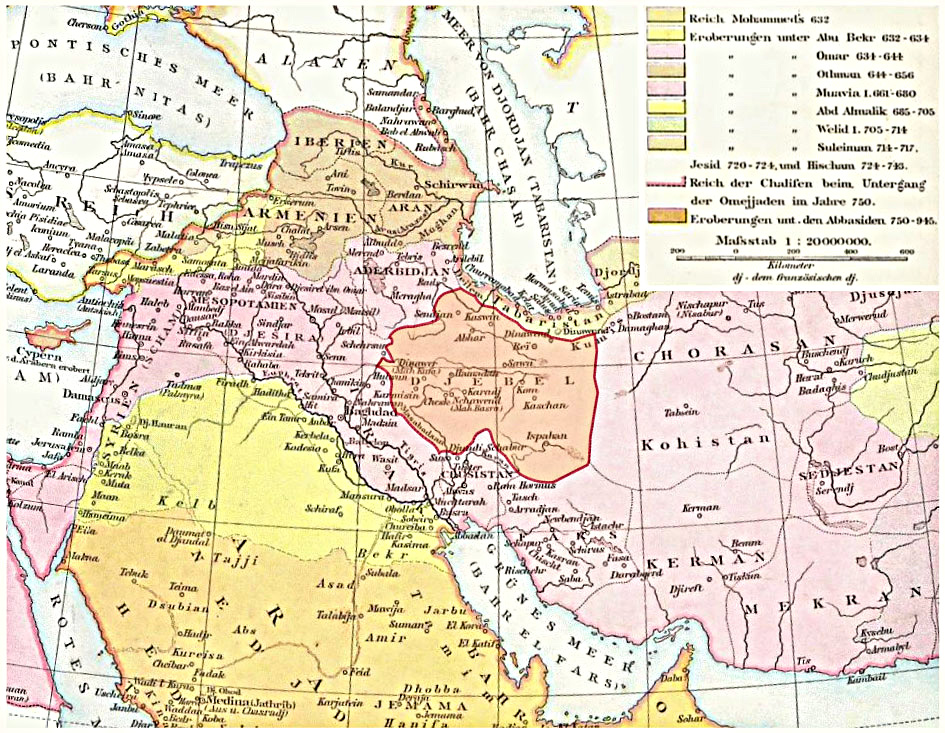
موقعیت جغرافیایی اران و آذربایجان در این نقشه مشخص شده است

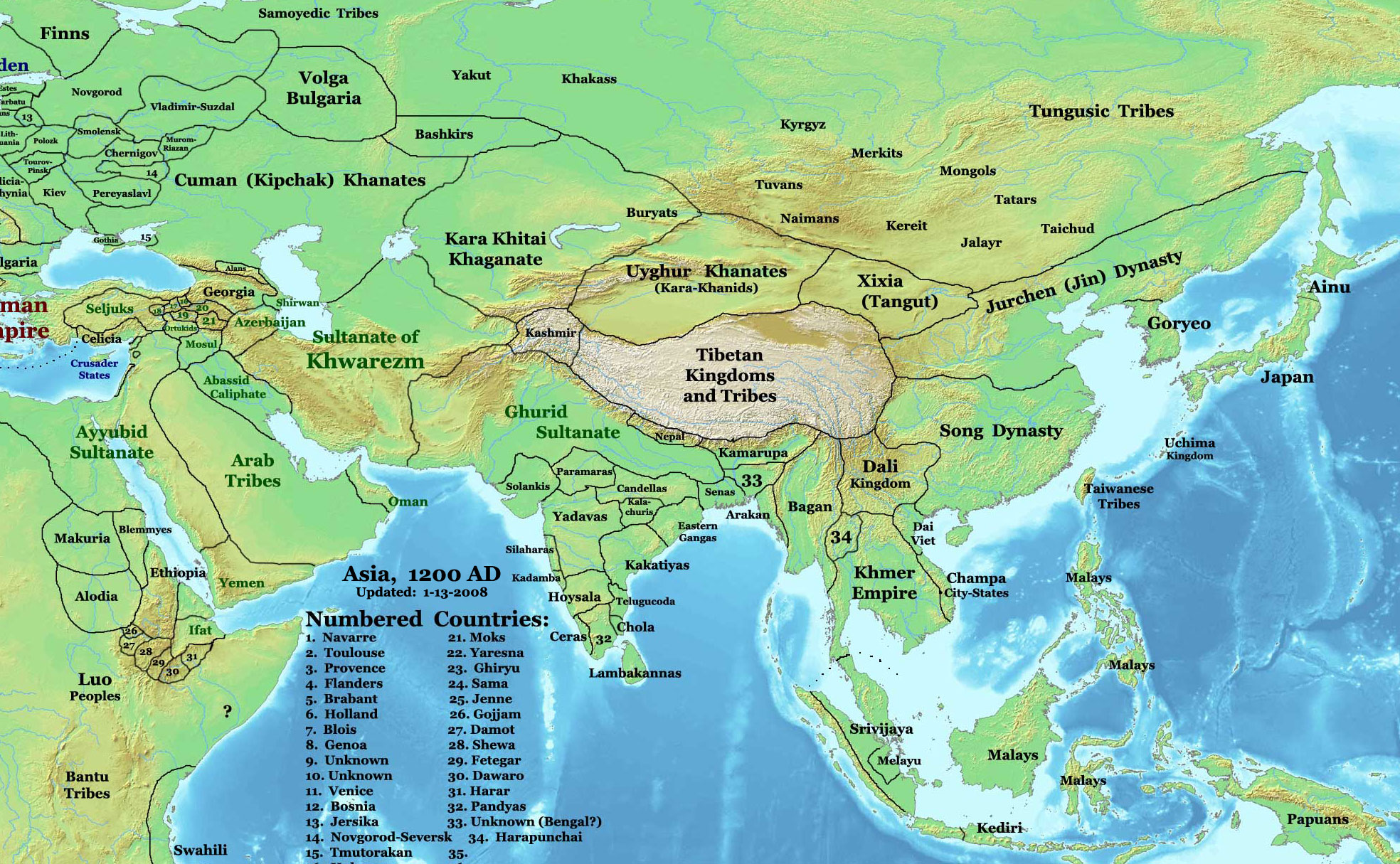
نقشه آسیا، شیروان، آران و آذربایجان در حدود ۱۲۰۰ میلادی

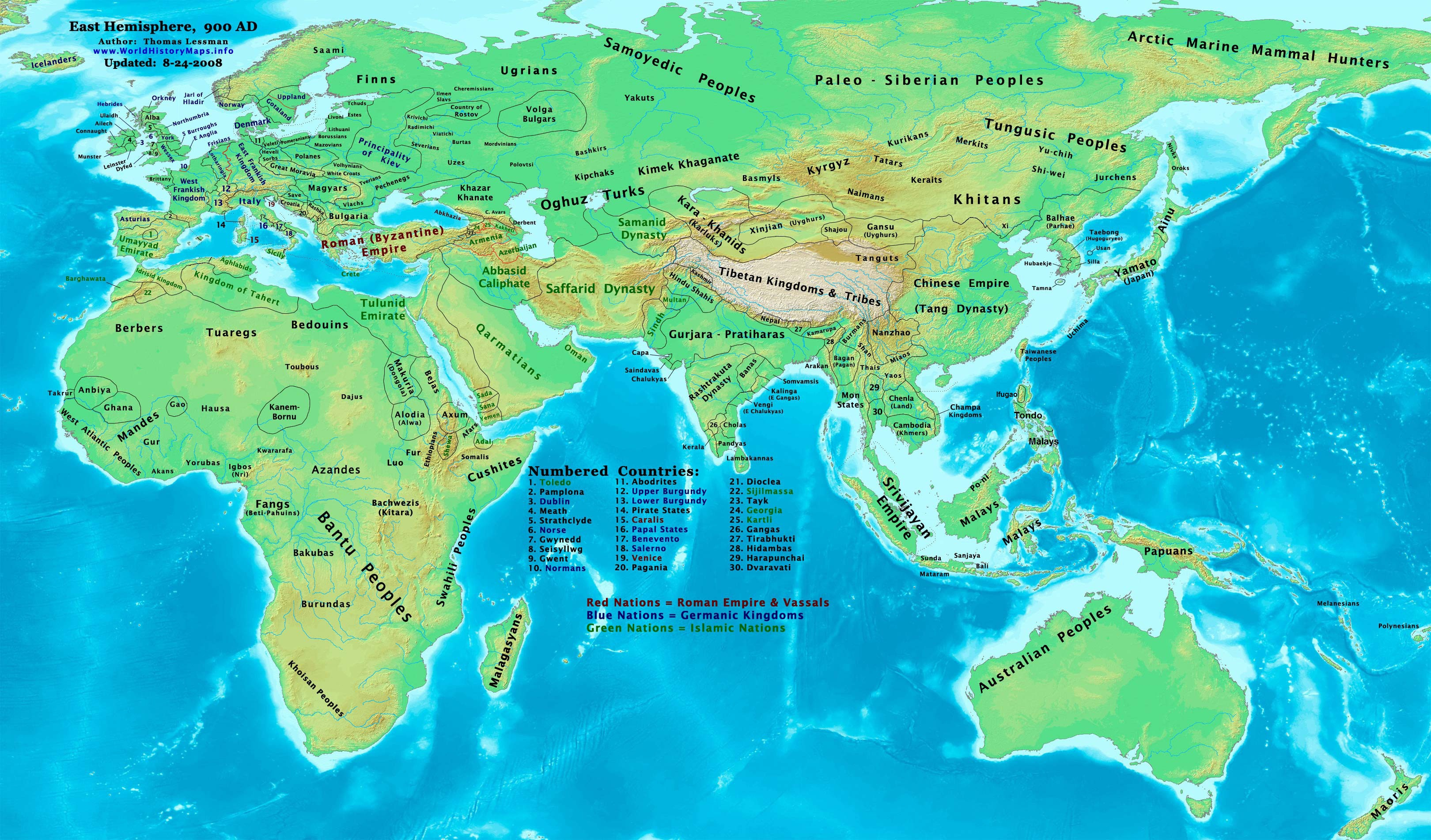
نقشه آذربایجان و آسیا در حدود ۹۰۰ میلادی

آران یا اَرّان، سرزمینی است در قفقاز که حدود آن در دوره‌های مختلف تا اندازه‌ای متغیر بوده است و نام آن را جغرافی‌نگاران به شکل‌های گوناگون آورده‌اند. در نوشته‌های مؤلفان یونانی و رومیِ عهد باستان و سده‌های میانه، نام این سرزمین به صورت آلبانیا و آریانا و نام مردم آن آلبانوی و آریانوی آمده است. در زبان گرجی این نام به صورت رانی و در متون زبان ارمنی اَلوانک (اَلوان) و اَغوانک (اَغوان) نوشته شده است. اکثریت مردم اران (آلبانیای قفقاز) مسیحی بودند و پایتخت‌های تاریخی آن در قَبَله (ارمنی: کاپالاک) و بَردَعه (فارسی میانه: پیروزآباد؛ ارمنی: پارتاو) و سرانجام بیلقان قرار داشتند. در وسیع‌ترین حالت خود، آلبانیا شامل جمهوری آذربایجان امروزی و منطقه‌ای بود که تا شهرهای تفلیس در گرجستان و دربند در داغستان امتداد داشت.
ریشهٔ نام اران - که در زبان گرجی «رانی»، در زبان یونانی «البانوی» و در زبان ارمنی «اَلوانک» خوانده می‌شود - شناخته شده نیست. در برخی از آثار لاتین به صورت آرین و در منابع عربی به صورت الران دیده می‌شود. پیش از ۳۸۷ میلادی، منطقه‌ای که میان دو رود واقع و شامل ایالات ارزخ، اولی و پئتکران بود بخشی از ارمنستان شمرده می‌شد. بعد از تقسیم ارمنستان بین روم و دولت ساسانی، در ۳۸۷ میلادی، دو ایالت نخستین به آلبانی/اران و دومی به ایران پیوست و این امر یکی از دلایل آشفتگی‌ها در تشخیص و تعیین مرز اران بود؛ زیرا ارمنی‌ها اران را تنها در منطقهٔ شمال رود کر می‌دانستند.
در سدهٔ هفتم میلادی جمعیت «اران بزرگ» کاملاً مخلوط شده بود و به سختی می‌توان از قومیتی مشخص صحبت‌کرد. با این حال، اصطخری و ابن حوقل می‌نویسند که «الرانیه» زبانی بوده است که در سدهٔ چهارم تا دهم هنوز در برذعه بدان تکلم می‌شد.
عرب‌ها نامی که رومی‌ها بر روی سرزمین ارمنستان (یعنی اصطلاح ارمنیه) گذاشتند را دربارهٔ تمام ماوراء قفقاز شرقی به کار بردند. زمانی که عرب‌ها در محل ظاهر شدند، این سرزمین میان صاحبان کوچکِ بسیاری تقسیم شده بود که برخی از آن‌ها به‌ویژه پس از سقوط ساسانیان، فرمان‌بُردارِ خزرها بودند. اران به واسطهٔ ارمنستان، به مسیحیت گروید و در دوران حکومت بنی‌امیه، اسماً زیر فرمان شاهان ارمنی قرار داشت که آن‌ها نیز به نوبهٔ خود، فرمان‌بُردارِ عرب‌ها بودند.

## نام

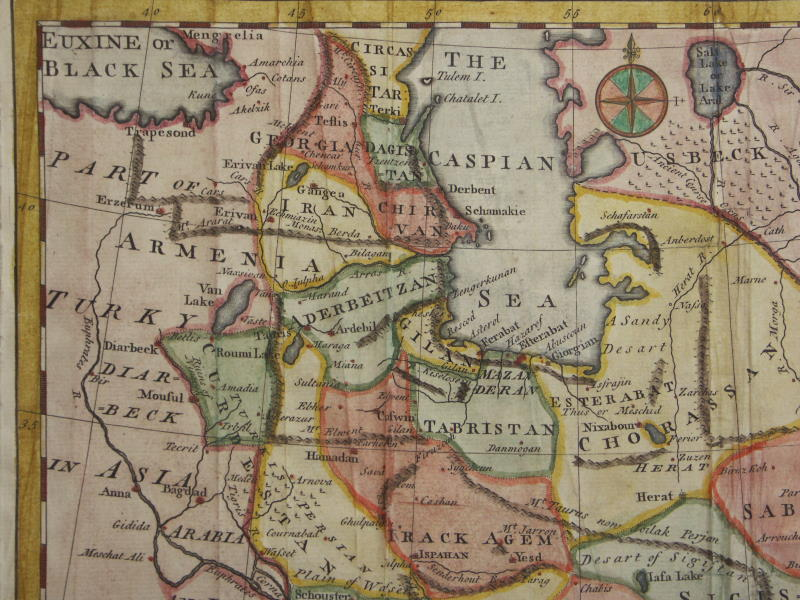
نقشه ای قدیمی که از اران به عنوان ایران یاد شده است.

نام آلبانیا و مردم آنجا از سدهٔ ۴ ق. م در جهان باستان شناخته بودند. این نام نخستین بار در مآخذ اواخر سدهٔ ۴ و اوایل سدهٔ ۳ ق. م ذکر شده است. اِسترابُن در اثر خود از آلبانیا یاد کرده است. آریان مورخ یونانی به شرکت آلبانیا در پیکار گوگمل در ۳۳۱ ق. م در زمرهٔ سپاهیان داریوش سوم اشاره دارد. شرق قفقاز در مآخذ پارتی به صورت «اَردان» ذکر شده است.
نام آلبانیایی برای آلبانیا احتمالاً گونه‌ای از «ران» بود که در گرجی «رانی»، پارتی «اردان» و فارسی میانه «اَرّان» ظاهر می‌شود. عربی، فارسی میانه را به صورت «الران» یا «اَرّان» حفظ کرد. نام انگلیسی «آلبانیای قفقاز» از نام یونانی و لاتین «آلبانی» برای این منطقه گرفته شده است. این نام به صورت «آلوانک» در ارمنی ظاهر می‌شود. تنها متن آلبانیایی موجود، یعنی تاریخ قرن دهم مؤسس کاغانکاتواتسی، این نام را به «آلو» (شیرین) نسبت می‌دهد که اشاره به خوی و منش فردی به نام «آران»، نخستین فرماندار اشکانی منطقه در سده اول پس از میلاد دارد. گمان می‌رود نام اردان که در سدهٔ ۳ پیش از میلاد به سرزمین آلبانیای قفقاز داده شده است مربوط به همسایگان جنوبی آلبانیا بوده‌باشد.
ریشهٔ واژهٔ اران مشخص نیست. گروهی از مؤلفان آن را با افسانه‌هایی درآمیخته‌اند. موسی کاغان کاتواتسی مؤلف «تاریخ سرزمین الوانک» در سدهٔ ۱۰ م اران را مردی از نوادگان یافث فرزند نوح پیامبر دانسته که بر سرزمین آلوانک فرمانروایی می‌کرد. اران چون مردی ملایم و خوشخوی بود وی را آغو یا آلو می‌نامیدند که در زبان ارمنی به معنای خوش‌خُلق است. از این رو سرزمین زیر فرمان او آغوانک یا آلوانک نام گرفته است.
جوانشیر قراباغی مؤلف تاریخ قره باغی که در سال ۱۲۶۳ ه‍.ق/۱۸۴۷ م نگارش آن را آغاز کرده دربارهٔ وجهِ تسمیهٔ اران چنین نوشته: «چون در زمان نوح پیغمبر که طوفان شد و بعد از مدتی که از طوفان گذشته بود، یکی از اولاد و احفاد نوح در این ولایت‌ها که میان رود کر و ارس واقعند و عبارت باشد از شهر تفلیس و گنجه و ایروان و نخجوان و اردوباد و بردع و بیلقان که در خاک قراباغ اند و الحال هر دو خراب هستند، در این ولایت‌ها و خاک‌ها حکمران و صاحب شده و آباد نموده و همه را نام خود گذاشته موسوم به اران کرد، چون نام خود او اران بوده است.» در نوشتارهای عربی به صورت «الران» نوشته شده است. در برخی متن‌ها به صورت آران نیز نوشته‌اند. یاقوت اران را نامی عجمی ذکر کرده است. در برخی مآخذ به صورت ران نیز آمده است.
نمونهٔ دیگری که مؤید وجود اران و منطقهٔ مرزبان‌نشین در دوران پیش از اسلام است، عنوان ارانشاه است که دربارهٔ فرمانروایان این سرزمین به کار رفته است. کاغان کاتواتسی ضمن شرح احوال دودمان مهران که از خویشاوندان خسروپرویز پادشاه ساسانی بوده‌اند، به وردان دلاور اشاره می‌کند و می‌نویسد که او قصد داشت دودمان کهن ارانشاهان را برافکند. نکتهٔ قابل توجه آنکه مؤلف عنوان ارانشاهان را به کسر الف «ارانشاهیک» نوشته است.

## بعد از حمله مغول

برگی از کتاب مجمع التوارخ حافظ ابرو ذکر عزیمت کردن اغوز به جانب آران و موغان سده نهم هجری قمری مکتب هرات موزه رضا عباسی.